# 包乐史

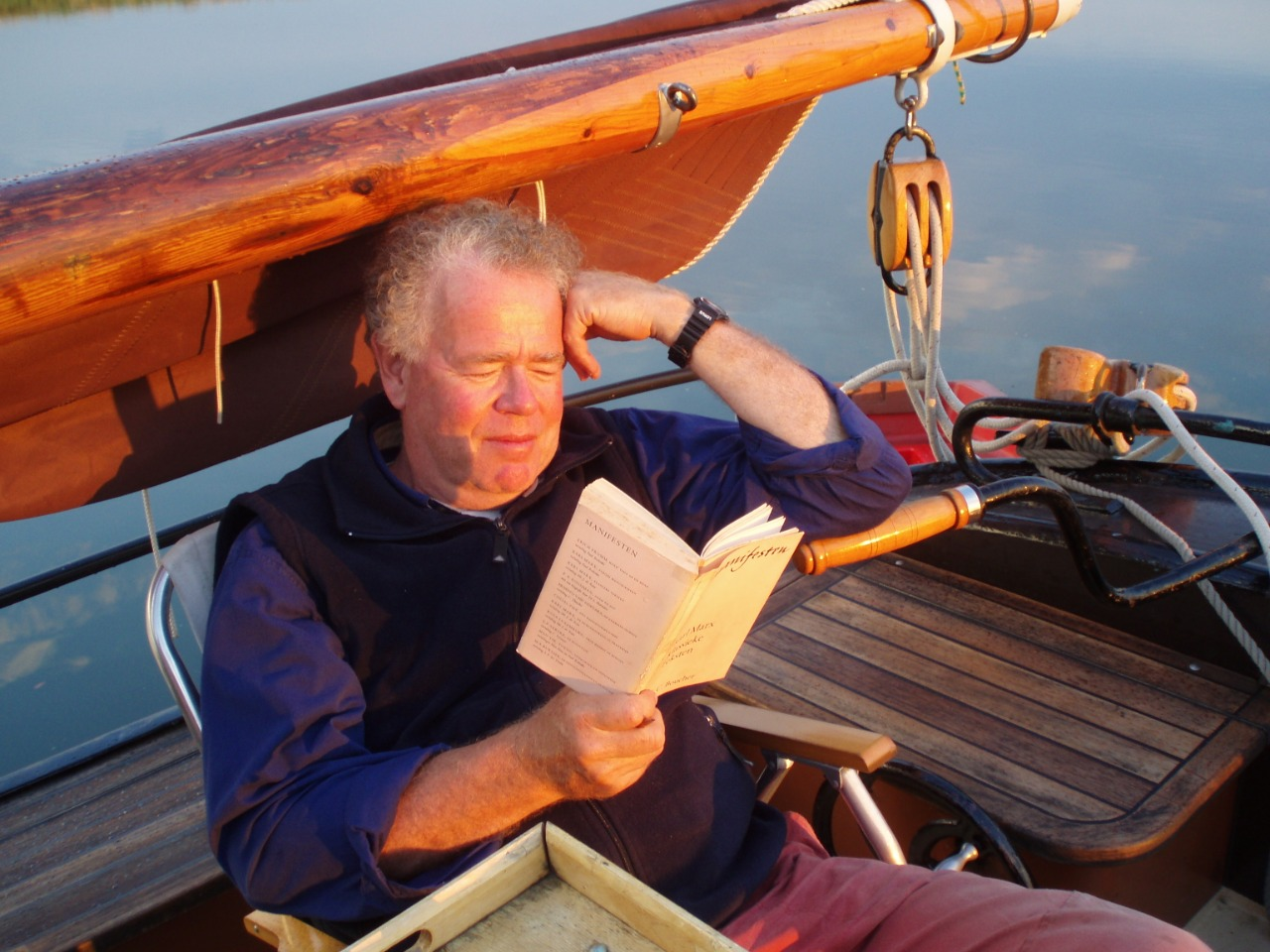

包乐史（荷蘭語：Leonard Blussé，1946年7月23日—），荷兰历史学家、汉学家，主要研究亚欧关系、东亚与东南亚史、海外华侨史等。

## 生平
包乐史出生于鹿特丹，早年曾赴台湾、日本进修。1972年，获莱顿大学汉学博士学位。之后前往日本京都大学任研究员。1977年起长期任教于莱顿大学历史系，并兼任过莱顿大学欧洲扩张史研究中心主任、荷兰国际亚洲研究中心主任等职。1986年获莱顿大学历史系博士学位。1991年至1992年间，他曾赴美国普林斯顿大学任访问教授。